# Enric Bernat
Enric Bernat Fontlladosa (Barcelona, 20 de outubro de 1923 — Barcelona, 27 de dezembro de 2003) foi o fundador da empresa de pirulitos denominada Chupa Chups.

## Biografia
Enric Bernat nasceu em uma família de padeiros por três gerações e começou sua vida profissional na padaria de seus pais. Em 1950, ele criou seu próprio negócio e fundou uma fábrica de confeitaria chamada "Productos Bernat", que foi acompanhada por sua então noiva, Nuria Serra, filha de outra família de confeiteiros de Barcelona. O jovem casal promoveu o negócio, até absorver em 1954 uma empresa asturiana que fabricou produtos derivados da maçã, chamado "Granja Asturias". Em 1958, Enric Bernat comprou a patente para um doce esférico com uma vara chamada "Gol", que foi fabricada pela indústria de Barcelona "Reñé SA", e no mesmo ano foi lançado o novo doce "Chups", apresentado como um luxo infantil pequeno que Permitiu consumir o doce sem ficar sujo.

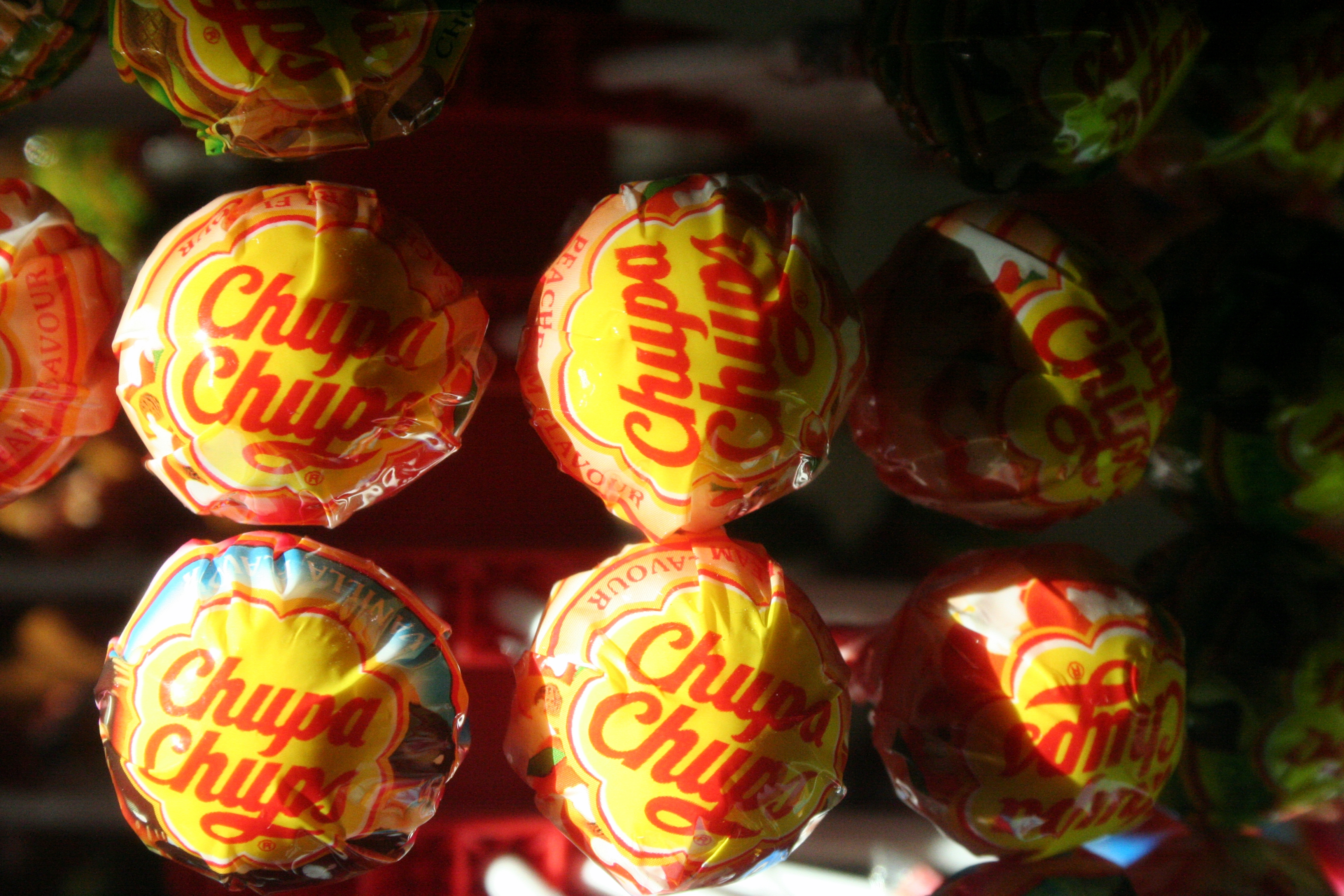
Chupa Chups

Durante a década de 1980 Bernat não conseguiu adquirir a seguradora Iberia de Seguros para financiar um novo banco de investimento em Catalunha. Apesar da perda, ele comprou a propriedade da Casa Batlló do arquiteto  modernista Antoni Gaudí. Em 1991, ele deixou o controle formal de Chupa Chups para seu filho Javier. A marca também criou a empresa subsidiária Smint em 1994.
Com sua esposa Nuria Serra, ele teve três filhos e duas filhas. Bernat morreu de forma natural aos 80 em sua casa de Barcelona, no dia 27 de dezembro de 2003. Em 2006, seus filhos venderam a empresa ao grupo italiano Perfetti Van Melle.
Morreu com 80 anos em 2003.